# Geeuwbruggen

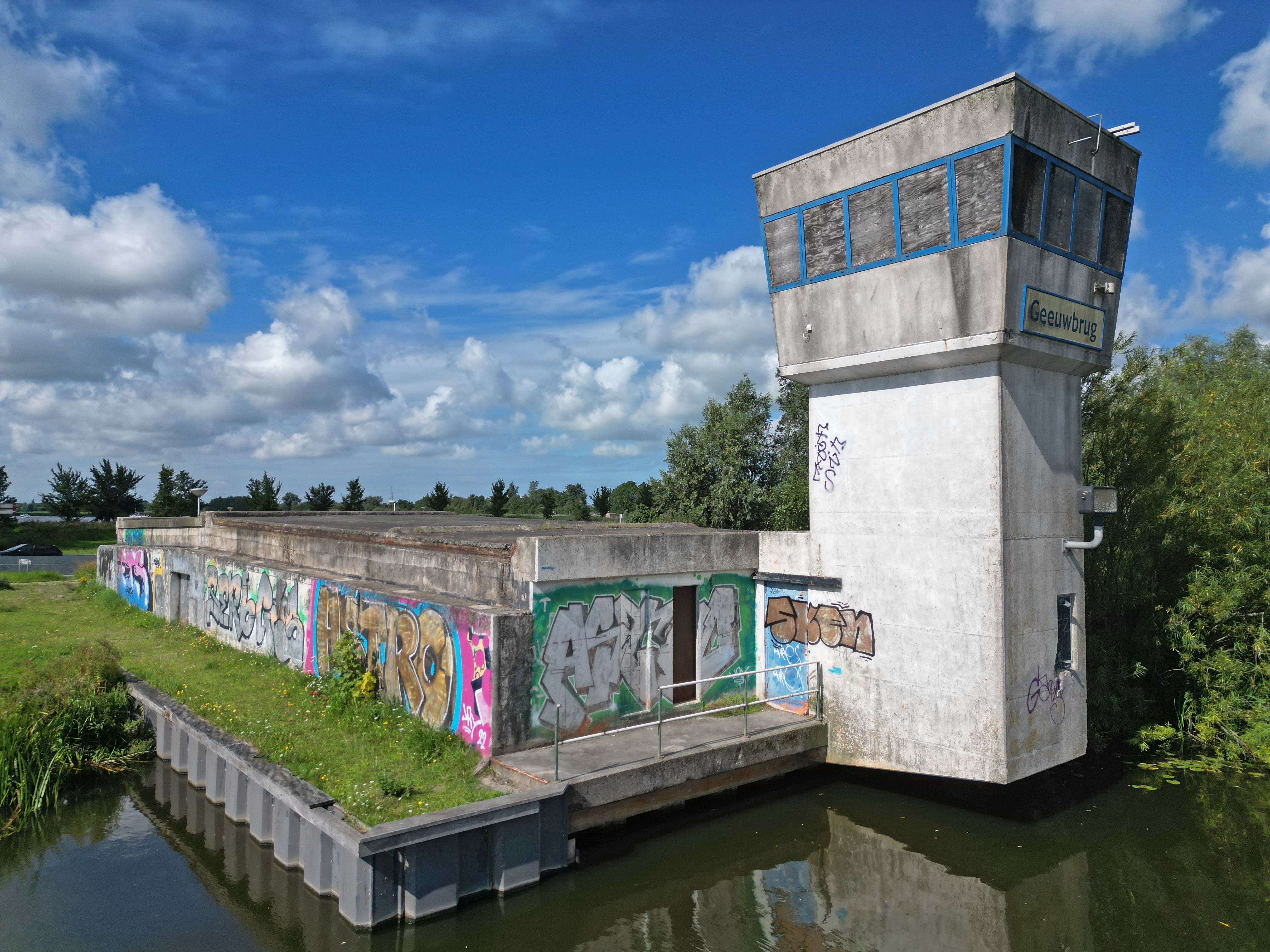

De Geeuwbruggen waren twee direct naast elkaar gelegen basculebruggen over de Geeuw in Sneek.
De bruggen werden in 1974 geopend en vormden de overspanning van de Geeuw voor de N7. De bruggen moesten door de drukke bevaring regelmatig worden geopend, waardoor er ook met enige regelmaat files ontstonden. De bruggen zijn in 2008 deels gesloopt en vervangen door het Aquaduct De Geeuw.
De lokale politiek heeft in 2010 besloten om in de voormalige basculekelder een poppodium te laten bouwen. De Geeuwkelder zou een regionale functie als oefenruimte voor popgroepen moeten krijgen. Het plan ketste af en in 2015 staan het bouwwerk nog altijd leeg. De gemeente is nu voornemens er een kunstwerk van te maken.